# Dandie dinmont terrier
Dandie dinmont terrier[Nota] é uma raça de pequenos cães da família dos terriers oriunda da Escócia. Sua origem é pouco conhecida, mas sabe-se que seu nome foi inspirado em um personagem do romance de Walter Scott, chamado Guy Mannering, séculos depois de suas primeiras aparições em pinturas que retratavam a aristocracia escocesa. Diferente dos terriers na aparência e no comportamento, é descrito como um canino leal, calmo e tolerante com outros cães, embora brigue quando instigado. Conhecido por sua força, tem muitos problemas de saúde relacionados a sua coluna, em decorrência de suas pernas curtas e seu dorso longo. Podendo atingir os 28 cm e pesar 11 kg, tem seu adestramento qualificado como de dificuldade moderada para donos inexperientes.